# Ngự sử và Jo-yi
Ngự sử và Jo-yi (tiếng Hàn: 어사와 조이; Hanja: 御史與祚怡 (Ngự sử dữ Tộ Di); Romaja: Eosawa Joyi) (tên chính thức của bộ phim trên trang web của đài tvN và đơn vị sản xuất Studio Dragon) là bộ phim truyền hình Hàn Quốc được phát sóng năm 2021 với sự tham gia của các diễn viên Ok Taec-yeon and Kim Hye-yoon. Bộ phim được sản xuất bởi đạo diễn Yoo Jong-sun và biên kịch Lee Jae-yoon.
Phim được phát sóng vào lúc 22:30 (KST) thứ Hai và thứ Ba hàng tuần trên kênh truyền hình tvN từ ngày 8 tháng 11 năm 2021 đến ngày 28 tháng 12 năm 2021, và được chiếu song song trên nền tảng video trực tuyến iQIYI, WeTV (Tencent Video). Tại Việt Nam, bộ phim được phát sóng trực tuyến song song độc quyền trên nền tảng video FPT Play (FPT) với tựa đề được cải biên là: "Ngự sử tài ba & Quý cô thông thái".

## Nội dung
Lấy bối cảnh vương triều Joseon, bộ phim kể về câu chuyện của một chàng thanh niên sành ăn vô tình trở thành Ám hành ngự sử và một người phụ nữ đã ly hôn luôn tìm kiếm hạnh phúc, khi họ cùng hợp sức để điều tra các vụ án và vạch trần những tên tham quan.
Ước mơ của Ra Yi-eon (Ok Taec-yeon) là mở một cửa hiệu há cảo nhỏ và sống một cuộc sống an nhàn. Tuy nhiên, nhờ vào trí thông minh của mình, anh đã vượt qua được kỳ khoa cử và được làm việc trong Hoằng Văn Quán (홍문관, Hongmungwan) (cơ quan phụ trách lưu giữ tài liệu của vương thất, nghiên cứu Nho học và cố vấn cho Quốc vương). Một ngày nọ, anh bất ngờ được Chúa thượng bổ nhiệm làm Ám hàng ngự sử và giao cho nhiệm vụ bí mật. Để che dấu thân phận, bề ngoài, Yi-eon vẫn duy trì cuộc sống phóng túng và nhàn hạ như mọi ngày. Và cuộc sống của anh bắt đầu thay đổi khi anh gặp Kim Jo-Yi (Kim Hye-Yoon).
Kim Jo-Yi có tính cách luôn hiếu kỳ. Là một người có tư tưởng tiến bộ đối với thời kỳ Joseon này, cô đã quyết định hòa ly (ly hôn) với người chồng 3 năm của mình. Hắn là một kẻ cặn bã nghiện cờ bạc, thiếu chính kiến, luôn răm rắp nghe lời mẹ và luôn tìm mọi cách để Jo-yi không thể hòa ly hôn với mình. Cuối cùng, khi chuyện hòa ly chuẩn bị kết thúc, cô đã gặp Ra Yi-Eon.
Ám hành ngự sử Ra Yi-Eon và Kim Jo-Yi lựa chọn hợp tác cùng nhau để giải quyết các vụ án.

## Diễn viên

### Nhân vật chính
| Diễn viên     | Nhân vật                           | Giới thiệu |
| Ok Taec-yeon  | Ra Yi-eon / Phó thủ Ra / Ngự sử Ra | Vốn là một viên chức nhỏ hàm lục phẩm với phong thái hoàn mỹ và thân thể ưa nhìn, với ước mơ mở một cửa hiệu há cảo nhỏ để kinh doanh và sống cuộc đời an nhàn. Nhưng nhờ tài năng của bản thân, anh đã vượt qua kỳ khảo hạch của triều đình và được trở thành Phó thủ của Hoằng Văn Quán (홍문관, Hongmungwan) (cơ quan phụ trách lưu giữ tài liệu của vương thất, nghiên cứu Nho học và cố vấn cho Quốc vương). Một ngày nọ, Yi-eon bất đắc dĩ được Chúa thượng điện hạ giao cho chức vụ Ám hành ngự sử và thực hiện các nhiệm vụ điều tra bí mật. Sau khi gặp Kim Jo-yi, cuộc sống của Yi-eon trở nên thay đổi. |
| Kim Hye-yoon. | Kim Jo-yi                          | Là một người phụ nữ hiếm hoi có tư tưởng hiện đại "cuộc sống có thể hòa ly (ly hôn)" trong xã hội Joseon vô cùng coi trọng Nho giao. Jo-yi kết hôn với gã chồng kém cỏi và nghiện cờ bạc 3 năm về trước và phải chịu đựng hắn mỗi ngày, cô đã đưa ra lời đề nghị hòa ly với hắn nhưng lập tức bị từ chối. Cuối cùng, khi việc hòa ly sắp được hoàn tất, Jo-yi lại buộc phải vượt qua cửa ải thoát khỏi ngự sử ("ngự sử xuất đầu"). Khi mơ ước về cuộc sống mới sau khi hòa ly dường như sắp tan biến, thì trớ trêu thay, câu chuyện của cô lại bắt đầu.                                                            |

### Nhân vật phụ
| Diễn viên      | Nhân vật              | Giới thiệu |
| Lee Jae-kyoon  | Park Tae-seo          | Thủ lĩnh của một băng nhóm trộm cắp được thành lập bởi con cái của các thê thiếp quý tộc. Là con của Lãnh tướng trong triều đình với một thiếp thất thấp kém. Vốn là người có học thức uyên bác, tuy nhiên vì không chấp nhận bị phân biệt đối xử chỉ vì thân phận con của vợ lẽ của mình nên hắn đã tập hợp những kẻ có cùng thân phận. |
| Jeong Bo-seok  | Park Seung            | Vị Lãnh nghị chính (lãnh tướng) có quyền lực tối cao trong triều đình. |
| Jung Soon-won  | Cha Mal-jong          | Cánh tay phải của Park Tae-seo, là kẻ không ngần ngại làm những việc kỳ quái đúng như cái tên của hắn. |
| Min Jin-woong  | Yook-chil             | |
| Lee Sang-hee   | Kwang-soon            | Một nữ thiên tài tính nhẩm có trí nhớ tuyệt vời. Những thông tin bí mật mà cô thu thập được ở nơi cô hoạt động sẽ giúp ích rất nhiều cho Ngự sử Ra Yi-eon và Jo-yi. |
| Chae Won-bin   | Hwang Bo-ri/ Bi Ryung | |
| Park Kang-seop | Goo-pal               | |
| Choi Tae-hwan  | Park Do-soo           | |
| Kim Hyun-joon  | Ji Maeng-soo          | |
| Cha Yeop       | Hong Seok-gi          | |
| Bae Jong-ok    | Deok-bong             | |
| Kwon Oh-kyung  |                       | |
| Lee Joon-hyuk  | Thế tử để hạ đã mất   | (Khách mời đặc biệt) Vị Thế tử để hạ đã mất. Khi còn sống từng rất thân thiết với Ra Yi-eon và coi Yi-eon như người em trai của mình. |
| Jo Kwan-Woo    | Đại vương điện hạ     | (Khách mời đặc biệt) |

## Sản xuất
- Tên ban đầu của bộ phim là Truyện của Ngự sử và Jo-yi (어사조이뎐; Eosajoidyeon).[26] Đây cũng là một trong những dự án đặc biệt kỷ niệm 15 năm thành lập của đài tvN.[4]
- Ban đầu, các vai chính lần lượt được giao cho các diễn viên Jo Byeong-kyu và Jung So-min.[27]

## Phát sóng quốc tế
- Bộ phim đã được phát sóng song song trên 2 nền tảng video trực tuyến là iQIYI với tiêu đề: "Jo Yi và Ám Hành Ngự Sử", và trên WeTV (Tencent Video) với tiêu đề: "Ám Hành Ngự Sử Và Nàng Jo Yi".
- Tại Việt Nam, Ngự sử và Jo-yi cũng được chiếu đồng thời trên nền tảng FPT Play (FPT) với tựa đề được cải biên thành: "Ngự sử tài ba & Quý cô thông thái".

## Tỷ suất người xem
| Mùa | Mùa | Số tập | Số tập | Số tập | Số tập | Số tập | Số tập | Số tập | Số tập | Số tập | Số tập | Số tập | Số tập | Số tập | Số tập | Số tập | Số tập | Trung bình |
| Mùa | Mùa | 1      | 2      | 3      | 4      | 5      | 6      | 7      | 8      | 9      | 10     | 11     | 12     | 13     | 14     | 15     | 16     | Trung bình |
| --- | --- | ------ | ------ | ------ | ------ | ------ | ------ | ------ | ------ | ------ | ------ | ------ | ------ | ------ | ------ | ------ | ------ | ---------- |
|     | 1   | 1098   | 920    | 1075   | 1164   | 1085   | 887    | 947    | 980    | 987    | 1025   | 872    | 765    | 746    | 704    | 810    | 848    | 932        |

| Tập | Ngày phát sóng | Tỷ suất khán giả trung bình AGB Nielsen | Tỷ suất khán giả trung bình AGB Nielsen |
| Tập | Ngày phát sóng | Toàn quốc                               | Seoul                                   |
| --- | -------------- | --------------------------------------- | --------------------------------------- |
| 1 | 08/11/2021     | 4,961% (1st)                            | 5,073% (1st)                            |
| 2 | 09/11/2021     | 4,035% (1st)                            | 4,440% (1st)                            |
| 3 | 15/11/2021     | 5,257% (1st)                            | 6,063% (1st)                            |
| 4 | 16/11/2021     | 5,050% (2nd)                            | 5,495% (2nd)                            |
| 5 | 22/11/2021     | 4,514% (1st)                            | 5,145% (1st)                            |
| 6 | 23/11/2021     | 4,249% (1st)                            | 4,832% (1st)                            |
| 7 | 29/11/2021     | 3,912% (1st)                            | 4,242% (1st)                            |
| 8 | 30/11/2021     | 4,332% (1st)                            | 4,691% (1st)                            |
| 9 | 06/12/2021     | 4,471% (1st)                            | 4,665% (1st)                            |
| 10 | 07/12/2021     | 4,624% (1st)                            | 4,969% (1st)                            |
| 11 | 13/12/2021     | 3,653% (1st)                            | 3,835% (1st)                            |
| 12 | 14/12/2021     | 3,410% (1st)                            | 3,860% (1st)                            |
| 13 | 20/12/2021     | 3,403% (1st)                            | 3,355% (1st)                            |
| 14 | 21/12/2021     | 3,236% (1st)                            | 3,546% (1st)                            |
| 15 | 27/12/2021     | 3,592% (1st)                            | 3,801% (1st)                            |
| 16 | 28/12/2021     | 3,799% (1st)                            | 3,610% (1st)                            |
| Trung bình | Trung bình     | 4,157%                                  | 4,476%                                  |
| - Số màu xanh thể hiện xếp hạng thấp nhất và số màu đỏ thể hiện xếp hạng cao nhất. - NR biểu thị bộ phim không được xếp hạng trong số 20 chương trình hàng ngày hàng đầu vào ngày đó. - Bộ phim này được phát sóng trên hệ thống các kênh truyền hình cáp/trả phí nên số lượng người xem thấp hơn so với truyền hình miễn phí (ví dụ như KBS, SBS, MBC hay EBS). |                |                                         |                                         |